# Mayodistichona facialis
Mayodistichona facialis là một loài ruồi trong họ Tachinidae.